# Luck and Strange
Luck and Strange es el quinto álbum de estudio del músico británico David Gilmour, lanzado el 6 de septiembre de 2024 por Sony Music. Fue producido por Gilmour y Charlie Andrew. Gilmour contó que Andrew lo desafió musicalmente y no fue intimidado por su pasado trabajo con Pink Floyd.
Luck and Strange contiene contribuciones de la familia de David, su esposa, la escritora Polly Samson, escribió varias de las letras que, según ella, abordaba la mortalidad y el envejecimiento. Este álbum incluye desempeños de piano grabados en 2007 por el teclista de Pink Floyd, Richard Wright, quien murió en 2008.

## Grabación
Durante la época de cuarentena debido a la pandemia del COVID-19, Gilmour y su familia tocaron música en transmisiones en vivo. Gilmour dijo que esto lo inspiró a "descartar parte del pasado al que me sentía obligado" y explorar nuevas ideas musicales.
Luck and Strange se grabó durante cinco meses en Brighton y en los British Grove Studios de Mark Knopfler, en Londres, con el productor Charlie Andrew. Gilmour dijo que Andrew lo desafió musicalmente y lo hizo abordar sus canciones de nuevas maneras: "Tiene una maravillosa falta de conocimiento o respeto por mi pasado. Es muy directo y de ninguna manera se deja intimidar, y eso me encanta. Eso es simplemente Es muy bueno para mí porque lo último que quieres es que la gente te ceda".
El álbum cuenta con músicos como Guy Pratt y Tom Herbert en el bajo, Adam Betts, Steve Gadd y Steve DiStanislao a la batería, y Rob Gentry y Roger Eno a los teclados, con arreglos corales y de cuerda de Will Gardner. También incluye teclados grabados por el teclista de Pink Floyd, Richard Wright, durante una improvisación en el granero de Gilmour en 2007. Wright murió en 2008.
La esposa de Gilmour, la escritora Polly Samson, escribió la mayoría de las letras y, según ella, reflejaban temas de mortalidad y envejecimiento. Su hija, Romany Gilmour, tocó el arpa y la voz en "Between Two Points", y su hijo, Gabriel Gilmour, contribuyó con los coros. Charlie Gilmour, el hijo de David, contribuyó con algunas letras de "Scattered".

## Lanzamiento y promoción

### Cronología
El 24 de abril de 2024, en sus redes sociales (Instagram, X, Facebook, YouTube) anunció la llegada de un nuevo álbum llamado Luck and Strange, que será lanzado el 6 de septiembre de 2024.
El 26 de abril de ese mismo año lanzó su primer sencillo de su nuevo álbum, The Piper's Call a través de YouTube, Spotify, Apple Music, Deezer y Amazon Music. 
A inicios de mayo reveló la fecha y ubicación de sus shows referidos a su nuevo álbum. Hasta ahora se conoce que estará en el Royal Albert Hall del 9 al 15 de octubre de 2024 en Londres; en Roma estará en el Circo Massimo el 27, 28, 29 de septiembre y el 1, 2, 3 de octubre de 2024; y en Estados Unidos estará en el Hollywood Bowl en Los Angeles el 29, 30 y 31 de octubre de 2024, y en Nueva York en el Madison Square Garden el 4, 5, 6, 9 y 10 de noviembre de 2024. 
El 17 de junio de 2024 lanzó su segundo sencillo del álbum, Between Two Points (with Romany Gilmour), tras el mencionado primer sencillo The Piper's Call. Para seguir promocionando este segundo sencillo, el 12 de julio del mismo año lanzó en YouTube una versión especial con letras (Official Lyrics Video).
El 9 de agosto de 2024 lanzó su tercer sencillo del álbum, Dark and Velvet Nights, Gilmour lo había anunciado el día previo al lanzamiento en sus redes sociales (Instagram, X, Facebook, YouTube), el 8 de agosto de 2024.

## Lista de canciones
Todas las canciones escritas y compuestas por David Gilmour y Polly Samson. 
| Lista de canciones en la versión estándar de “Luck and Strange” |                                           |          |  |
| N.º                                                             | Título                                    | Duración |  |
| 1.                                                              | «Black Cat»                               | 1:16     |  |
| 2.                                                              | «Luck and Strange»                        | 6:54     |  |
| 3.                                                              | «The Piper's Call»                        | 5:15     |  |
| 4.                                                              | «A Single Spark»                          | 6:02     |  |
| 5.                                                              | «Vita Brevis»                             | 0:46     |  |
| 6.                                                              | «Between Two Points» (con Romany Gilmour) | 5:46     |  |
| 7.                                                              | «Dark and Velvet Nights»                  | 4:41     |  |
| 8.                                                              | «Sings»                                   | 5:15     |  |
| 9.                                                              | «Scattered»                               | 7:26     |  |

## Personal

### Músicos
- David Gilmour – guitarra, piano (1, 9), voz (2–4, 6–9), órgano (3, 7), ukelele (3), coros (4, 6– 8), teclados (6, 9), bajo (8-9)
- Richard Wright – piano eléctrico, órgano Hammond (2)
- Romany Gilmour – voz (6), coros (2–4, 6–8), arpa (5-6)
- Gabriel Gilmour – coros (3, 4)
- Rob Gentry – sintetizador (1–4, 6, 9), teclados (3, 6, 8-9), piano (4, 6, 8-9), órgano (7)
- Roger Eno – piano (1, 9)
- Guy Pratt – bajo (2, 3, 7–9)
- Adam Betts – percusión (2, 4, 6–9), yembé (3), batería (4)
- Steve DiStanislao – batería (2)
- Steve Gadd – batería, percusión (3, 6–9)
- Tom Herbert – bajo (4)
- Edmund Aldhous – organista y director musical de la Ely Cathedral
- Coro de la Ely Cathedral - coros
- Coro de Angel Studios - coros
- Orquesta de Angel Studios

### Técnicos
- David Gilmour – producción, mezcla, ingeniería
- Charlie Andrew – producción, mezcla, ingeniería
- Matt Glasbey – mezcla, ingeniería
- Dick Beetham – masterización
- Damon Iddins – ingeniería
- Andy Jackson – producción adicional (2, 3, 7)
- Luie Stylianou – producción adicional (8)
- Will Gardner – arreglos (2, 4, 6, 9)